# Axymyia japonica
Espèce
Axymyia japonica est une espèce d'insectes diptères de la famille des Axymyiidae. C'est l'une des deux seules espèces représentantes du genre Axymyia.

## Description
L'holotype de Axymyia japonica, une femelle, mesure 8 mm de longueur totale (ovipositeur compris) et présente des ailes mesurant 9 mm par 2,7 mm. Sa teinte générale est brun rouge sombre et sa tête est noir grisâtre.

## Publication originale
- (en) Hiroshi Ishida, « A New Pachyneuridae from Japan (Diptera) », The Scientific Reports of the Saikyo University. Agriculture, Kyoto, Université préfectorale de Kyoto, vol. 5,‎ 1953, p. 117-118 (ISSN 0370-9329, lire en ligne).